# Matanuska
Il Matanuska è un fiume lungo circa 120 km dell'Alaska centromeridionale, negli Stati Uniti d'America, scorre lungo l'omonima valle di Matanuska.

## Etimologia
Gli indigenti Dena'ina chiamano il fiume nella loro lingua Ch'atanhtnu, ovvero: Sentiero che esce dal fiume. Il nome inglese invece deriva da un termine russo (Matanooski o Mednoviska) derivato a sua volta dalla parola indigena 'Ch'atanhtnu Li'a' con cui ci si riferisce invece al ghiacciaio. Li'a nella lingua locale significa ghiacciaio o ghiaccio. La valle Matanuska è chiamata anche Mat-Su Valley.

## Dati fisici
La portata del fiume normalmente è controllata nei pressi di Palmer. La media mensile varia da 500 m{\displaystyle ^{3}} al secondo nel mese di marzo a circa 370 m{\displaystyle ^{3}} al secondo nel mese di luglio. Il 10 agosto 1971 si è registrato il massimo flusso (2.320 m{\displaystyle ^{3}}/s); il minimo il 25 aprile 1956 con 6.6 m{\displaystyle ^{3}}/s.

## Percorso
Le sue sorgenti sono poste nei pressi del Ghiacciaio Matanuska (Matanuska Glacier), la cui base si trova a 620 m s.l.m.,sui monti Chugach (Chugach Mountains), 160 km a nord della cittadina di Anchorage. Questa è la sorgente più importante; in realtà la valle Matanuska ha il suo apice a circa 900 m s.l.m. di quota ad una quindicina di chilometri più a est. Il fiume scorre in direzione ovest nel primo tratto e sud-ovest nella parte finale. Lungo la valle di scorrimento si trova con i monti Chugach a sud e i monti monti Talkeetna (Talkeetna Mountains) a nord. Riceve quindi diversi affluenti da entrambi i lati. I fiumi principali sono: il King (King River) e il Chickaloon (Chickaloon River), entrambi drenano i campi dei monti Talkeetna.
La foce è nella baia di Knik (Knik Arm) a circa 15,5 km a sud-ovest di Palmer e circa 40 km a nord-est di Anchorage. Il delta del fiume è condiviso dal fiume Knik (Knik River).

## Strade, ponti e località
L'autostrada Glenn (Glenn Highway) scorre quasi parallela al fiume per gran parte della sua lunghezza. Diversi sono i ponti lungo il tragitto del fiume (dalla foce):
- il ponte dell'autostrada Glenn (Glenn Highway) presso Hayflats, quando ormai i due fiumi (Knik e Matanuska) si confondono nello stesso delta; 61°28′49″N 149°15′10″W;
- più a nord-est si trova il ponte della Old Glenn Highway, a nord della cittadina di Butte e alle porte di Palmer; 61°36′23″N 149°04′50″W;
- a circa 26 km da Palmer i trova il ponte sul fiume King (King River); 61°43′55″N 148°45′01″W;
- in località Chickaloon si trova un ponte sul fiume omonimo; 61°47′08″N 148°27′13″W;
- infine, il ponte per raggiungere l'area del Glacier Park; 61°47′48″N 147°47′48″W.

Le località vicine al fiume sono (dalla foce):
- Butte, sulla riva sinistra; 61°32′28″N 149°02′04″W;
- Palmer, a un paio di chilometri sulla riva destra; 61°35′59″N 149°06′49″W;
- Sutton-Alpine a 20 km da Palmer (riva destra); 61°42′45″N 148°52′43″W;
- Chickaloon dopo altri 24 km sempre sulla riva destra; 61°47′38″N 148°28′58″W.

## Aree protette e turismo
Lungo il fiume sono state predisposte alcune aree regolamentate quali:
- Palmer Hay Flats State Game Refuge: quest'area si trova tra Wasilla e Palmer a sud verso la destra del delta del fiume e consiste in zone paludose abitate da alci, topi muschiati, coyote, volpi, aquile e uccelli acquatici migratori; 61°32′00″N 149°21′00″W;
- Mantanuska Glacier State Recreation Site: si trova di fronte al ghiacciaio Matanuska lungo la Glenn Hwy; 61°47′58″N 147°48′49″W;
- King Mountain State Recreation Site: si trova vicino a Chickaloon ed è dotato di un campeggio; 61°46′28″N 148°29′41″W;
- Kepler - Bradley Lakes State Recreation Area: si trova a sud-ovest di Palmer ed è una zona ricca di laghi; 61°33′38″N 149°12′30″W.

Il fiume Matanuska permette diversi tragitti con zattere o kayak sia facili (Classe II) che difficili (Classe IV).

## Alcune immagini del fiume

Il fiume dalla strada Glenn Hwy
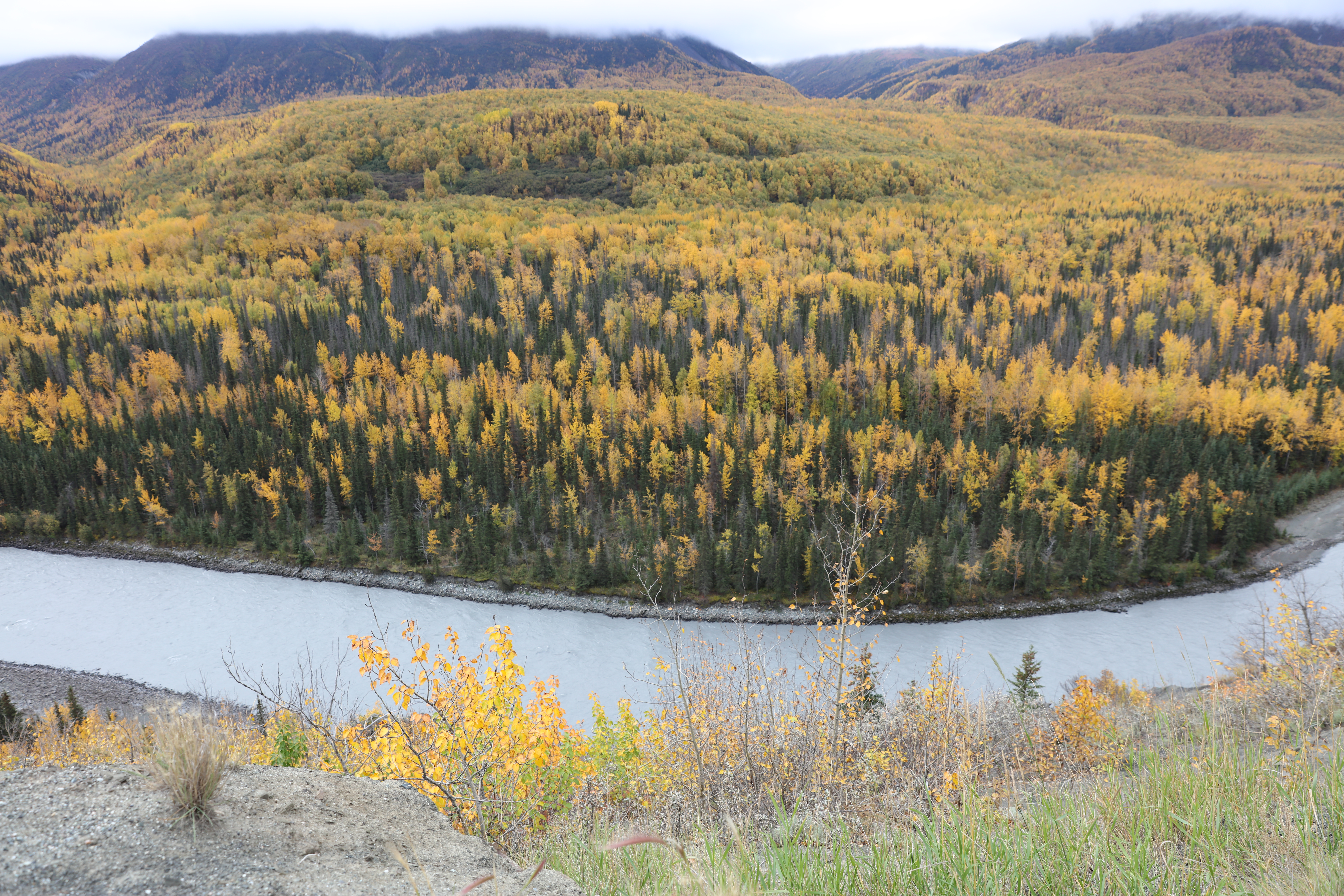
Il fiume in settembre
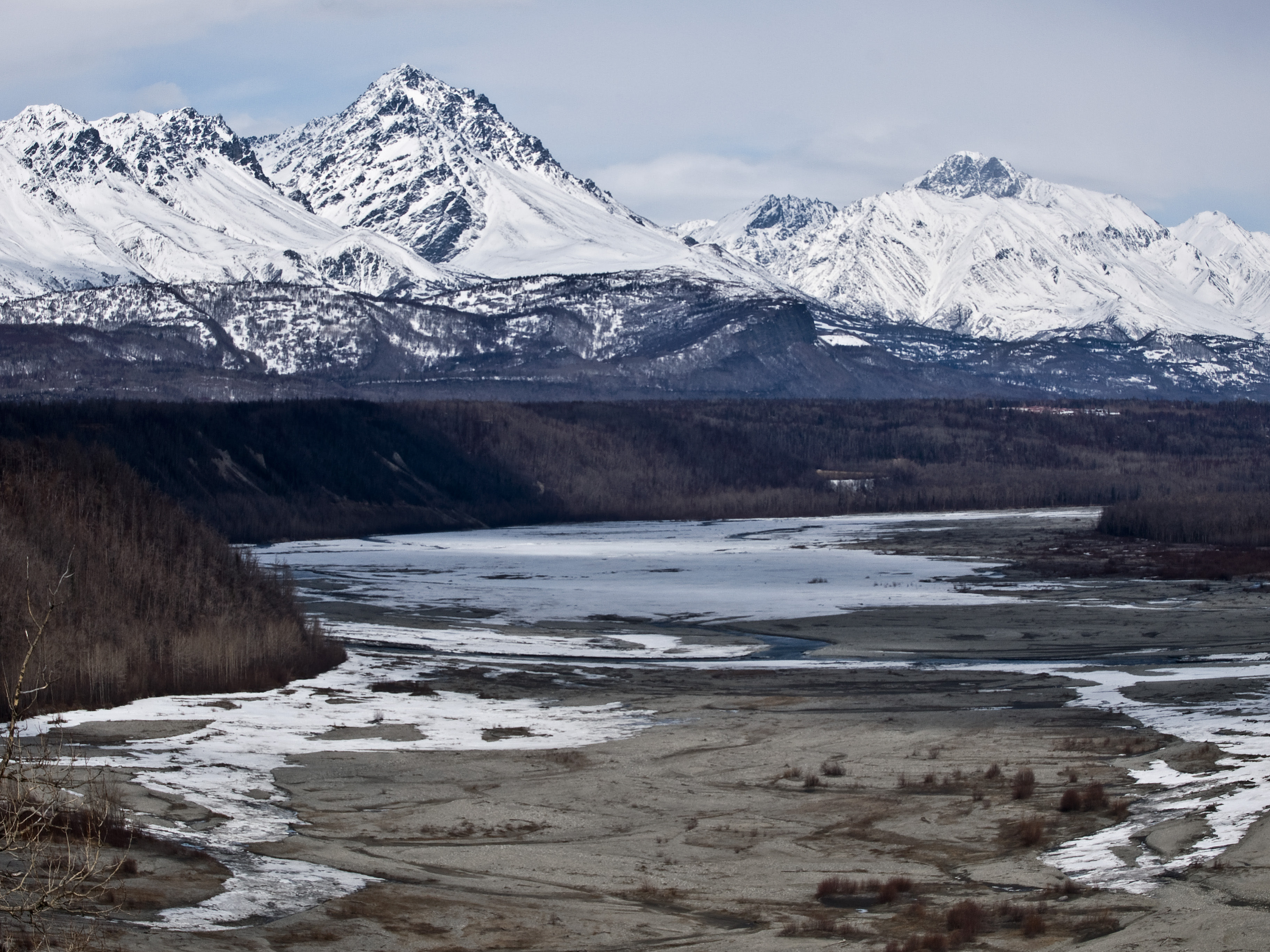
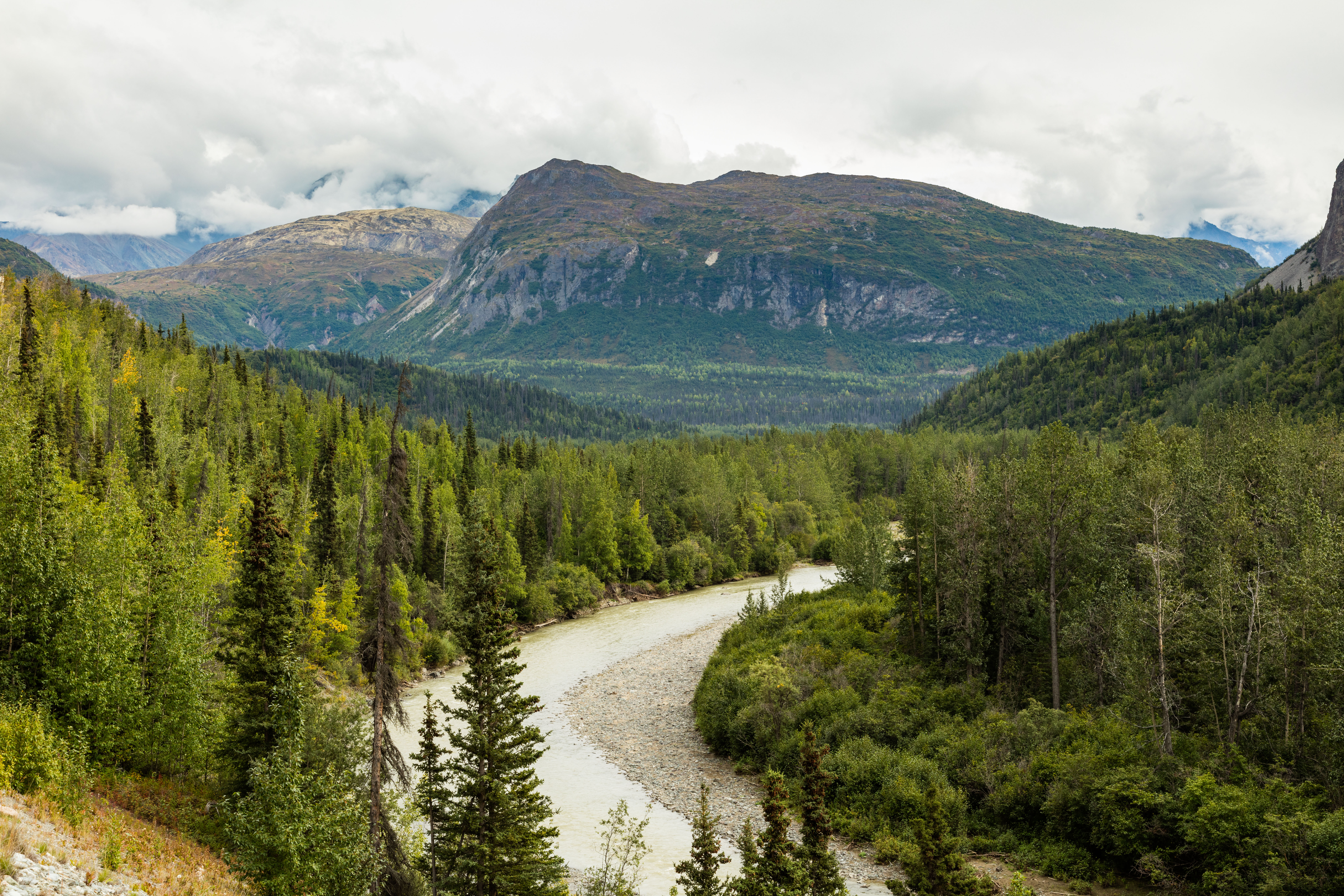
Il fiume verso est
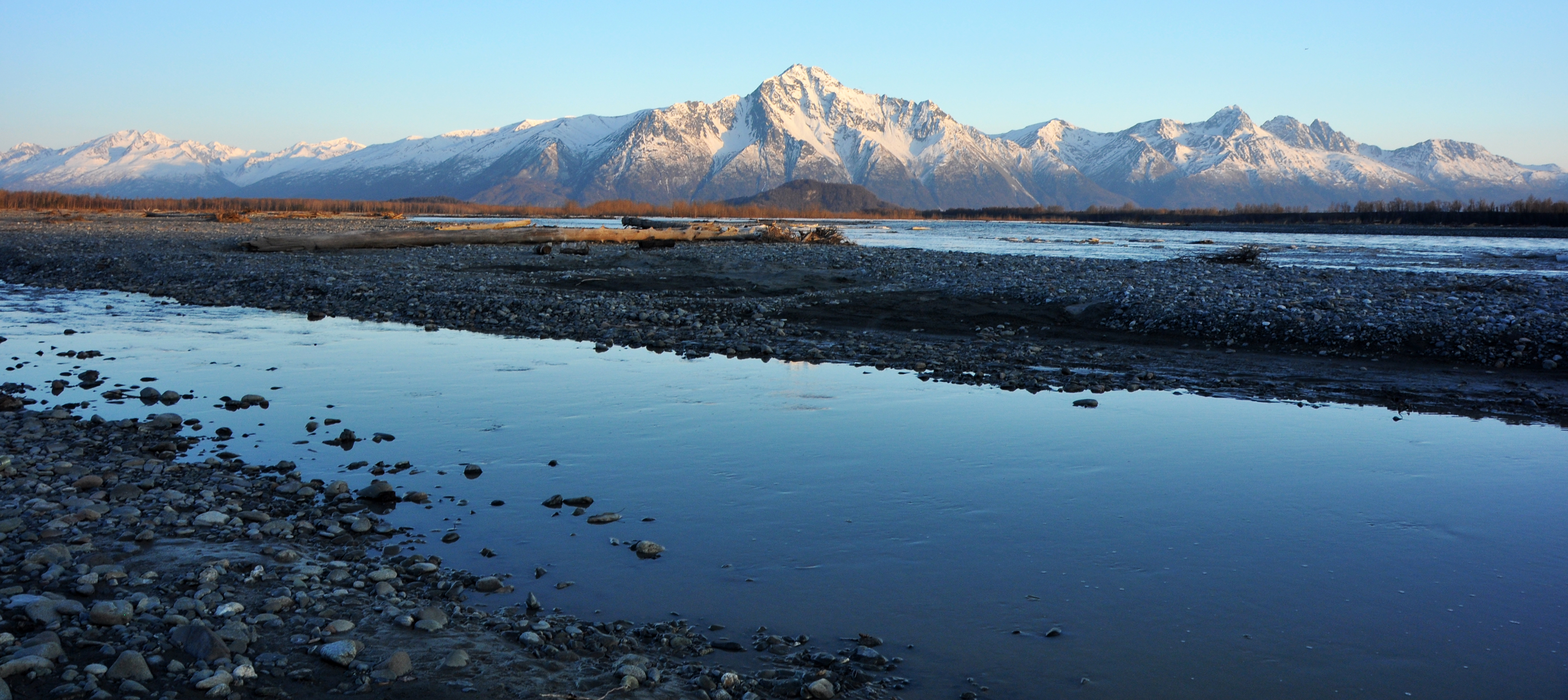
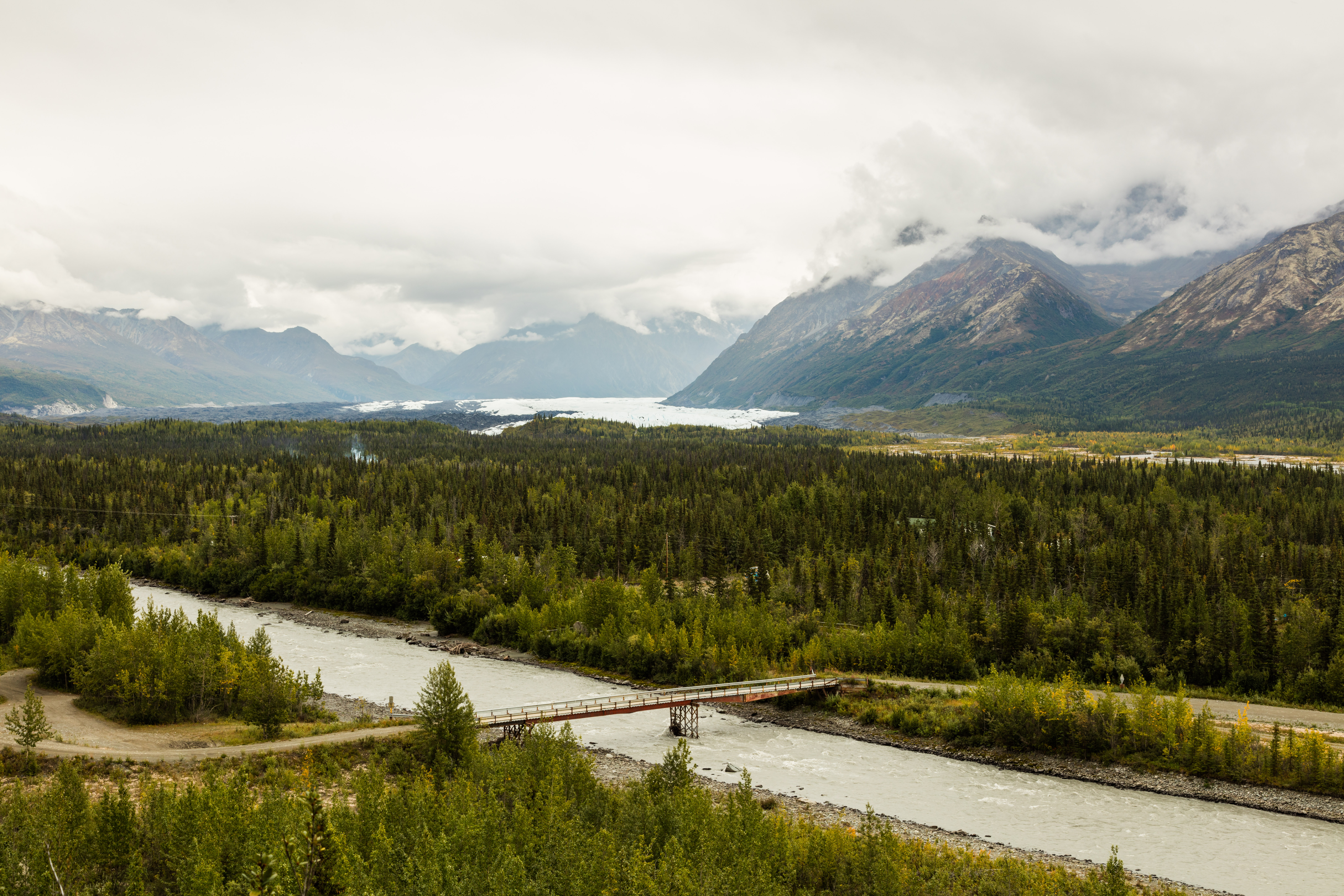
In lontananza le sorgenti (ghiacciaio Matanuska)
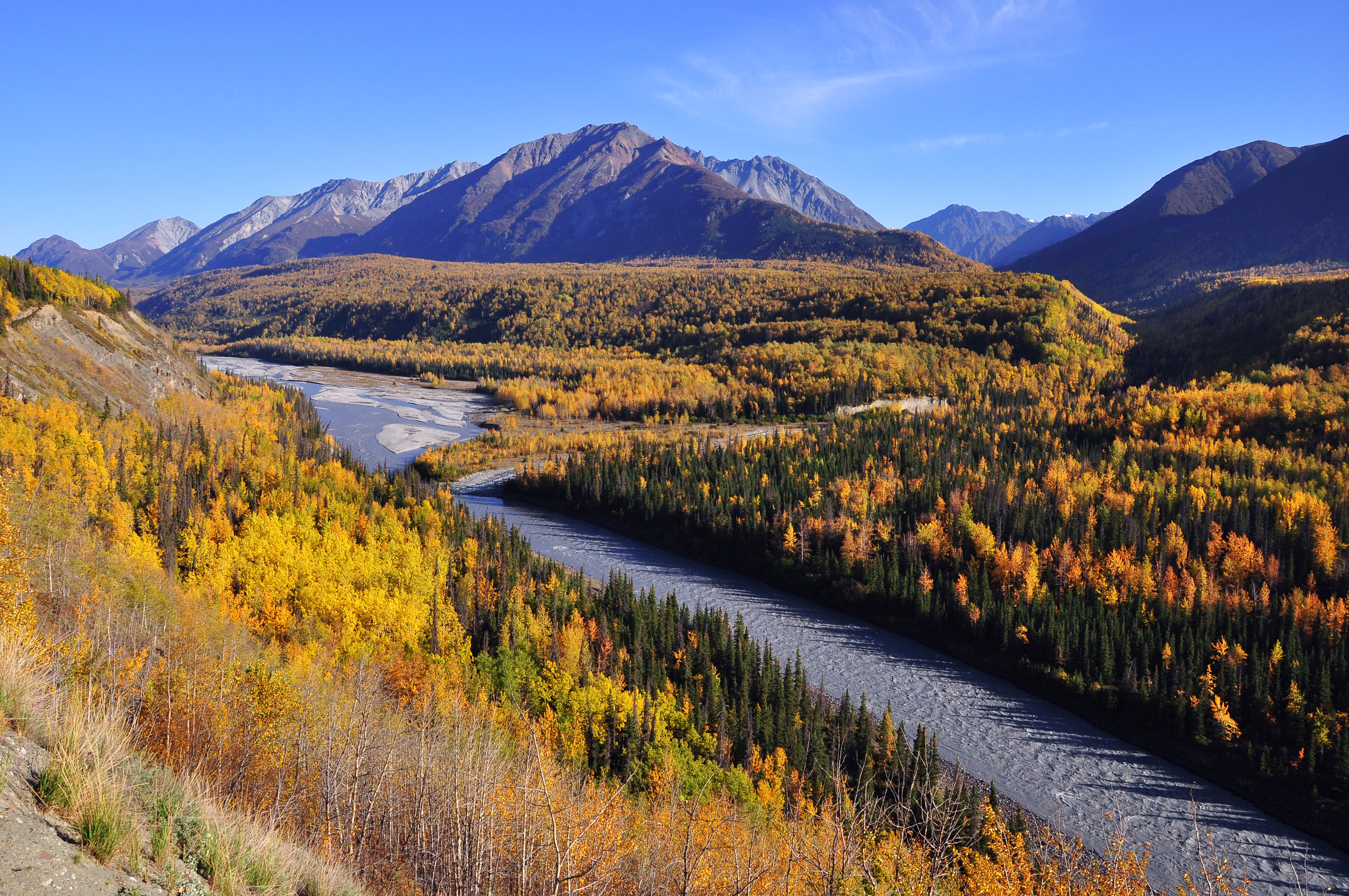